# Nesserlaan

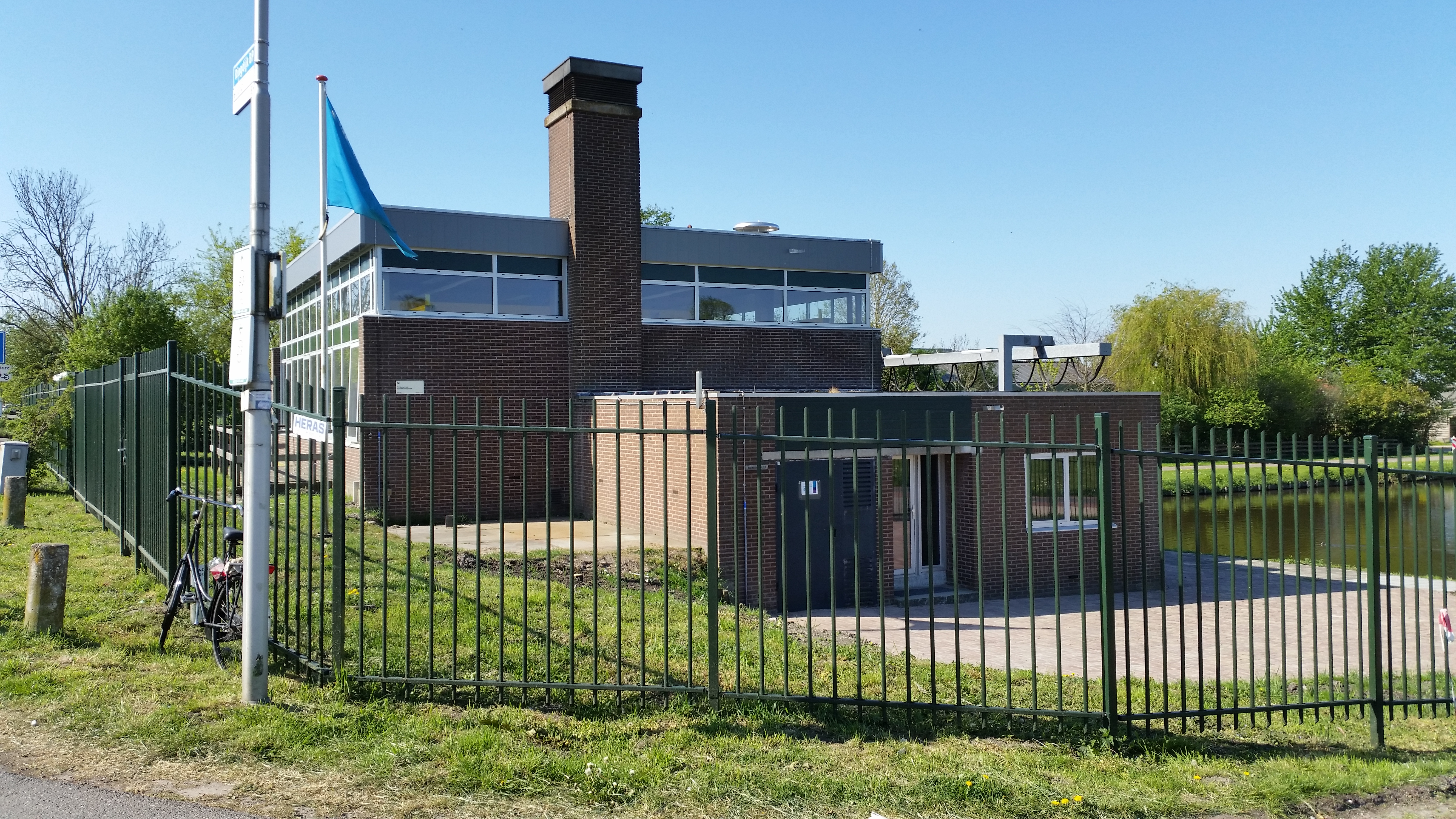
Gemaal Bovenkerkerpolder (april 2020)

De Nesserlaan maakt deel uit van de verbinding tussen Bovenkerk en Nes aan de Amstel, waar de naam naar verwijst, en ligt in de in 1769 drooggevallen Bovenkerkerpolder in de Noord-Hollandse gemeente Amstelveen. De straat verbindt de Bovenkerkerweg met de Amsteldijk Zuid en ligt ten zuiden van de Amstelveense wijken Middenhoven en Waardhuizen en ten noorden van de Provinciale weg 201. 
Op het wegtraject in de drooggevallen polder werd eerst een fundering aangebracht van een laag laatachttiende-eeuwse scherven en bouwpuin dat per schuit zal zijn aangevoerd over de Amstel.
Er worden slechts twee andere wegen en twee waterwegen gekruist, de Middenweg Bovenkerkerpolder nabij Galjoen in Waardhuizen, de Oosttocht, de Ringdijk Bovenkerkerpolder in het oosten waarna met een brug de Ringsloot wordt gekruist en de straat daarna uitkomt op de Amsteldijk Zuid. Hier kan rechtsaf langs de Amstel Nes aan de Amstel worden bereikt. De straat is vrijwel kaarsrecht, bijna drie kilometer lang, kent in 2021 aan beide zijden een fietsstrook en een smalle rijbaan voor het verkeer. Over vrijwel de gehele lengte staan populieren wat van afstand een markant gebakend gezicht geeft. Het groen ten noorden van de straat is een bufferzone met de woonwijken. Hier bevinden zich ook enkele bedrijven en een volkstuincomplex. Ten zuiden van de straat wordt de grond agrarisch gebruikt op de oude kavels die dateren van na 1769.

## Monument
Ten zuiden van het rond 1985 gebouwde Middenhoven bevindt zich sinds 6 oktober 1945 het Monument Antoon de Lange een monument ter nagedachtenis van het lid der Binnenlandse Strijdkrachten Antoon de Lange. 

## Openbaar vervoer
Er rijdt geen openbaar vervoer meer door de straat. Van eind 2007 tot eind 2017 reed bus 149 met een klein busje van Galjoen over een fietspad en vandaar over de Nesserlaan naar de Amsteldijk Zuid en verder naar Uithoorn.  
Bij de Bovenkerkerweg rijden twee buslijnen van Connexxion waaronder één van het R-net en langs de Amstel rijdt één buslijn. 
Tussen het einde van de Nesserlaan en de Ronde Hoep west vaart overdag in het zomerseizoen het door Groengebied Amstelland geëxploiteerde veer genaamd "Fuut" uitsluitend voor voetgangers en fietsers.

## Plannen
De gemeente heeft in 2019 een plan om een nieuwe verbinding voor het autoverkeer te realiseren tussen Middenhoven en Waardhuizen waarbij van Galjoen rechtdoor naar de Nesserlaan zou kunnen worden gereden zonder te moeten omrijden via de Bovenkerkerweg of Amsteldijk Zuid. 

## Afbeeldingen

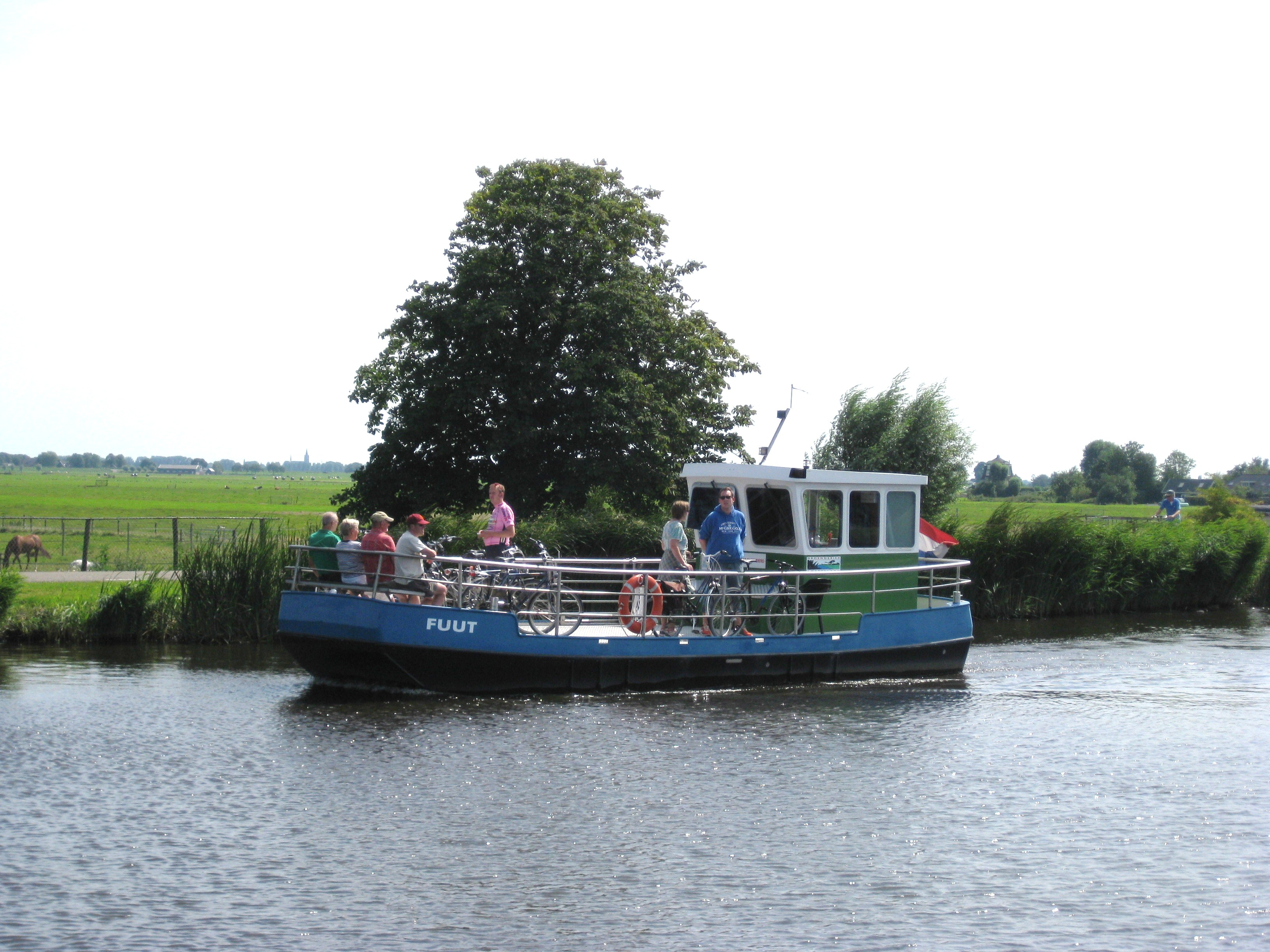
Fietspont de Fuut
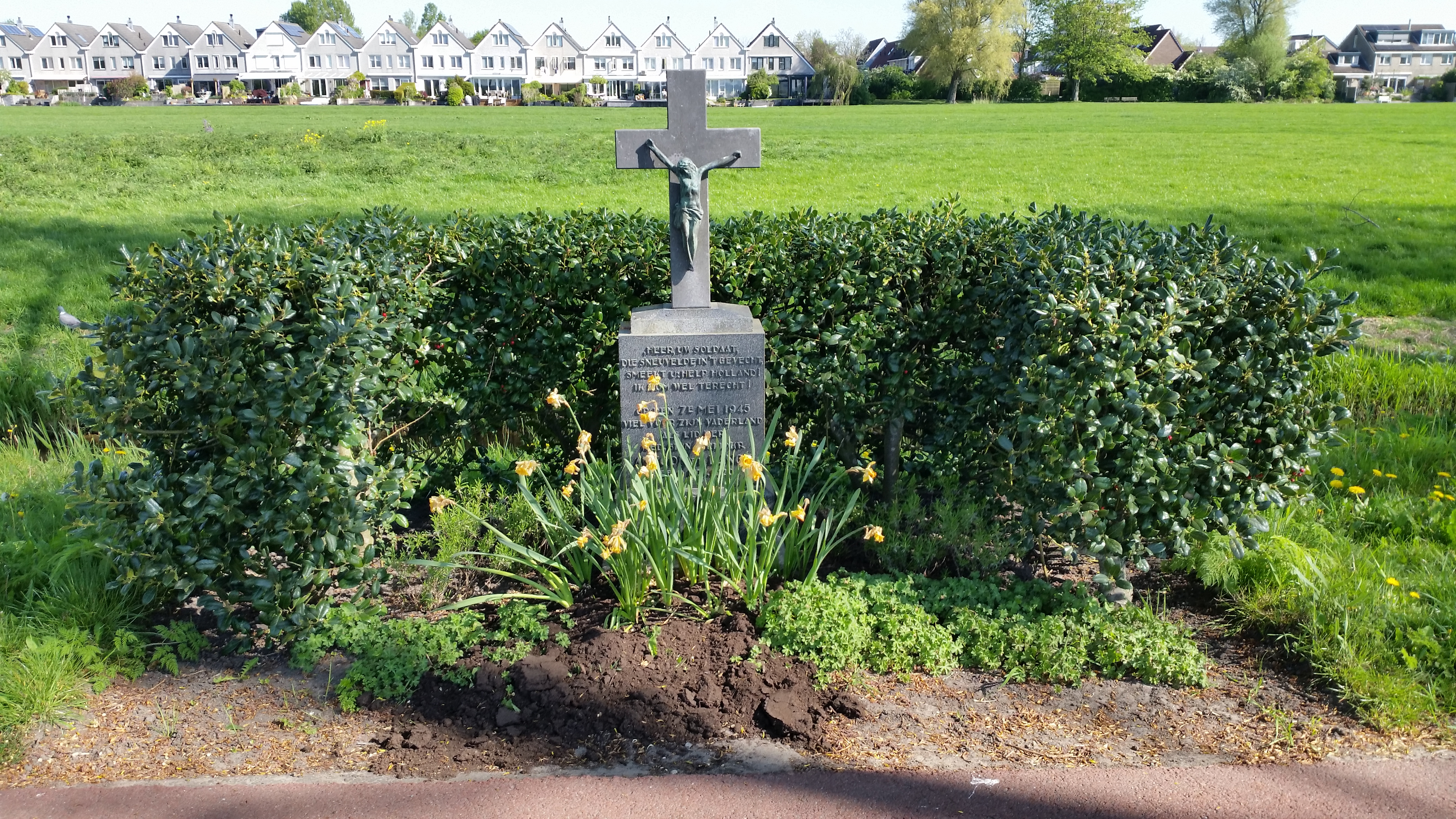
Monument Antoon de Lange (april 2020)
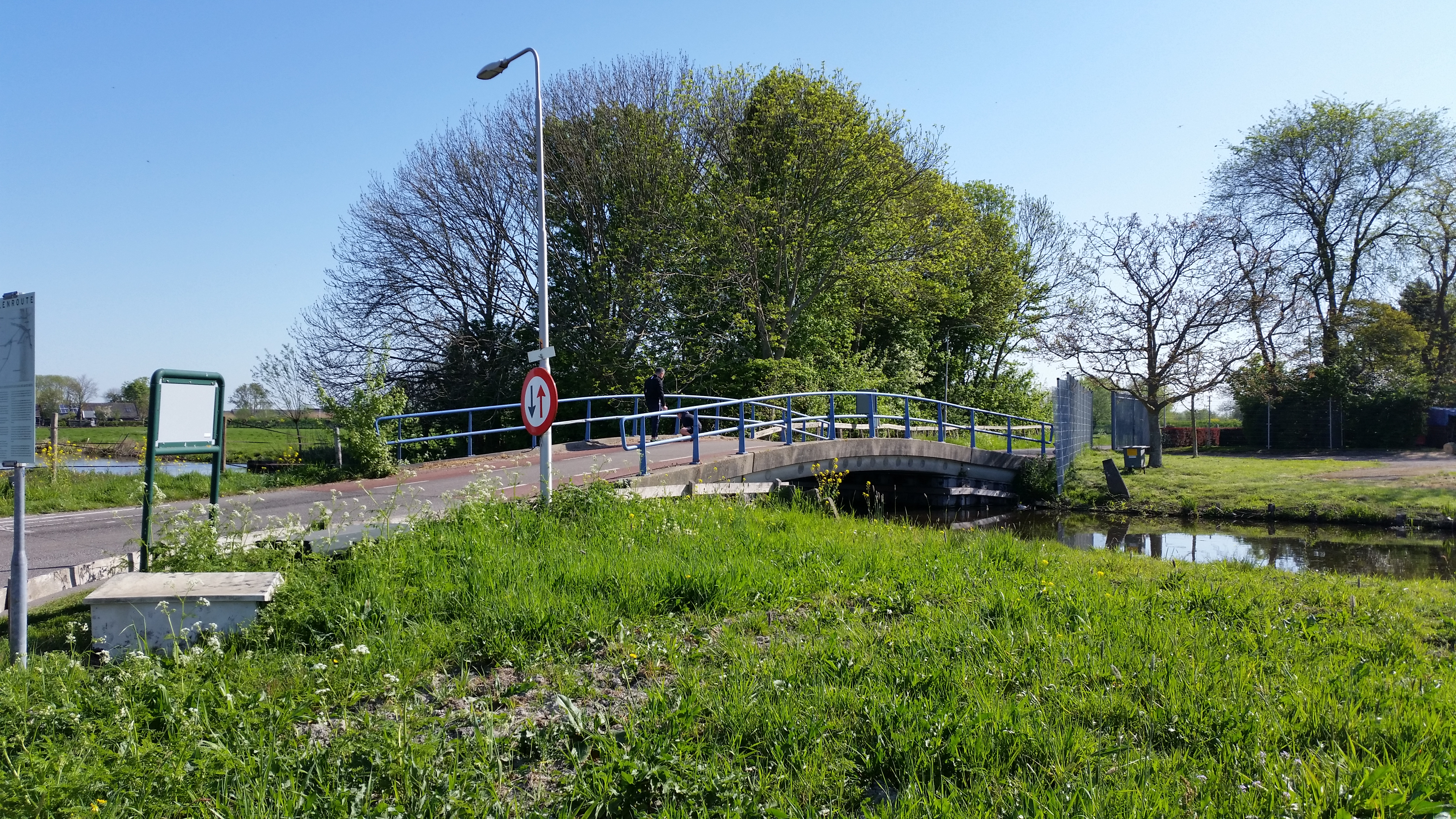
Brug in de Nesserlaan (april 2020)
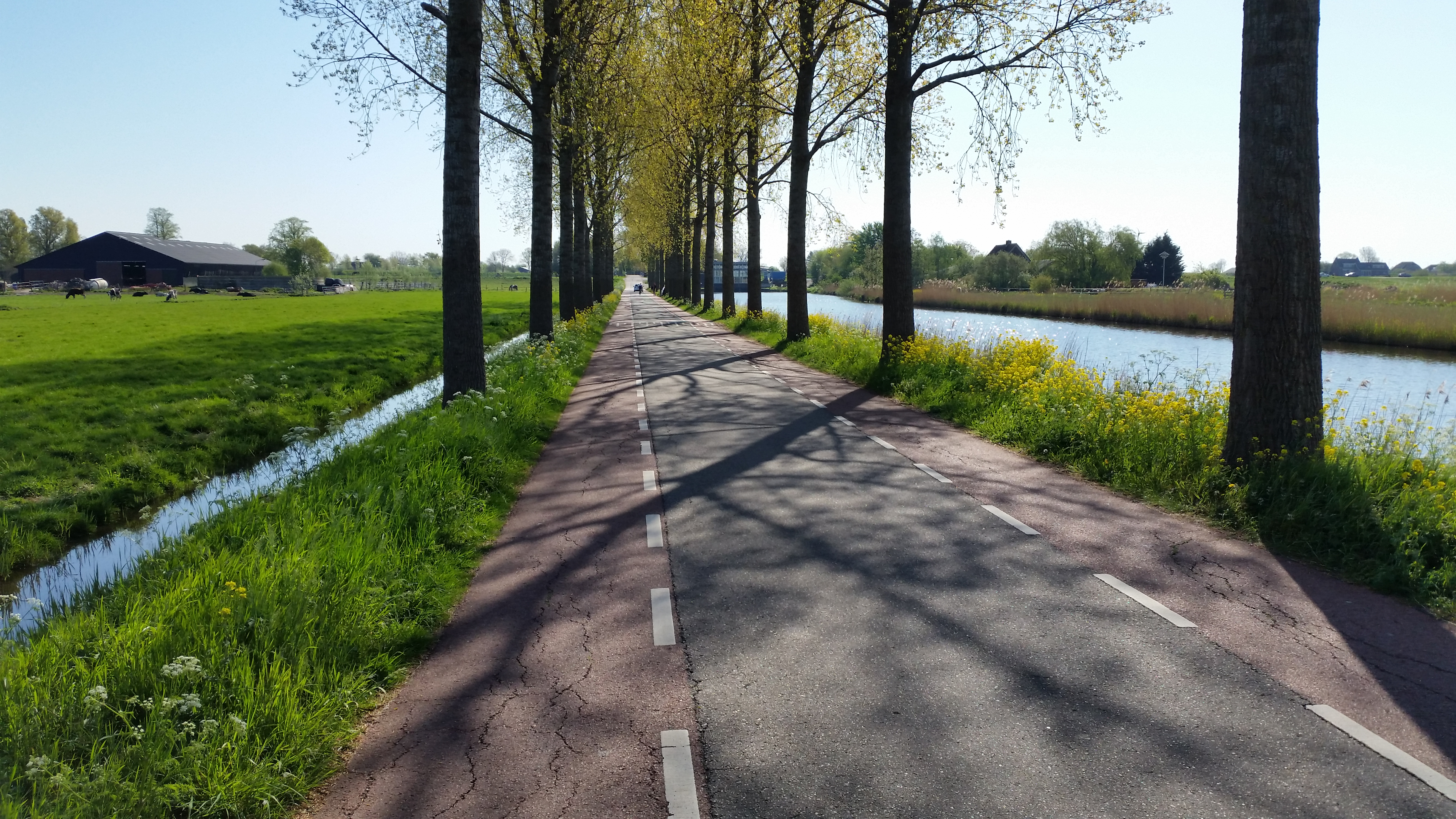
Nesserlaan (april 2020)
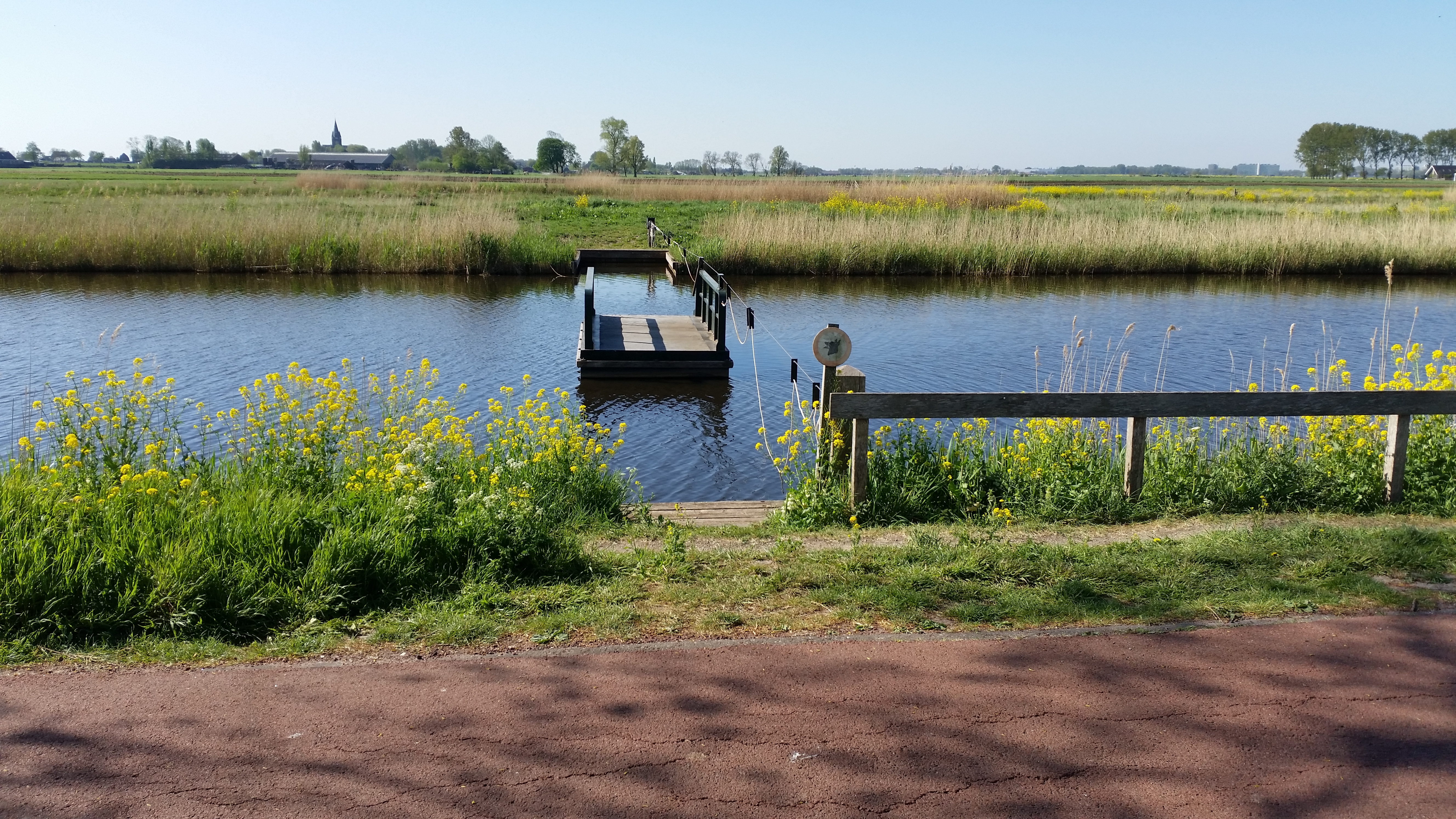
Voetveertje aan de Nesserlaan (april 2020)